# Tortula aculeonervis
Tortula aculeonervis är en bladmossart som beskrevs av Brotherus 1902. Tortula aculeonervis ingår i släktet tussmossor, och familjen Pottiaceae. Inga underarter finns listade i Catalogue of Life.